# Texas Tech University
Die Texas Tech University  ist eine staatliche Universität in Lubbock im US-Bundesstaat Texas. Mit über 40.000 Studierenden ist sie der Hauptstandort des Texas Tech University Systems.

## Geschichte
Die Texas Tech University wurde 1923 als Texas Technological College gegründet. Ihren heutigen Namen erhielt sie 1969.

## Fakultäten
- Architektur
- Human Sciences
- Ingenieurwissenschaften
- Künste und Wissenschaften

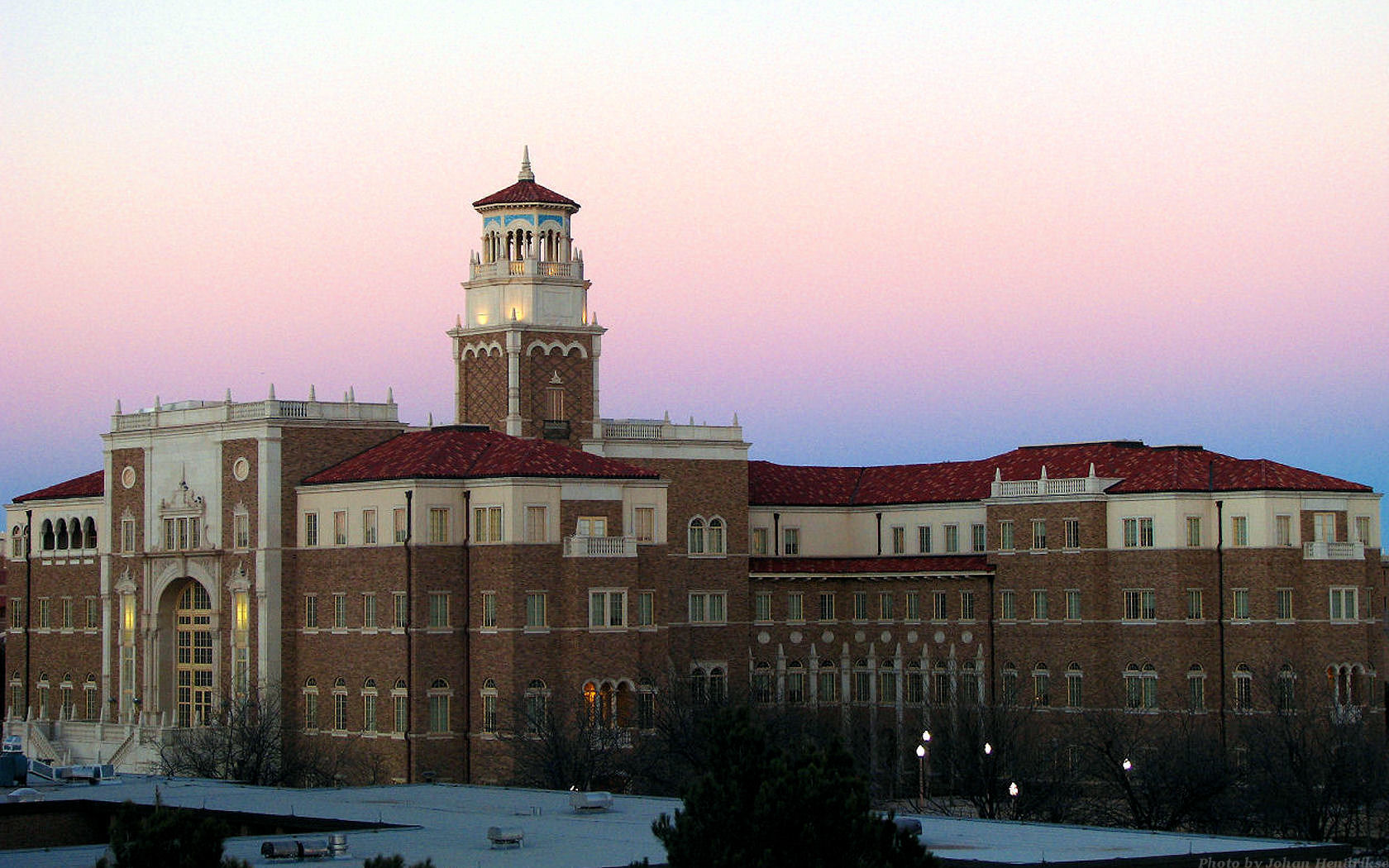
Gebäude der Geisteswissenschaften

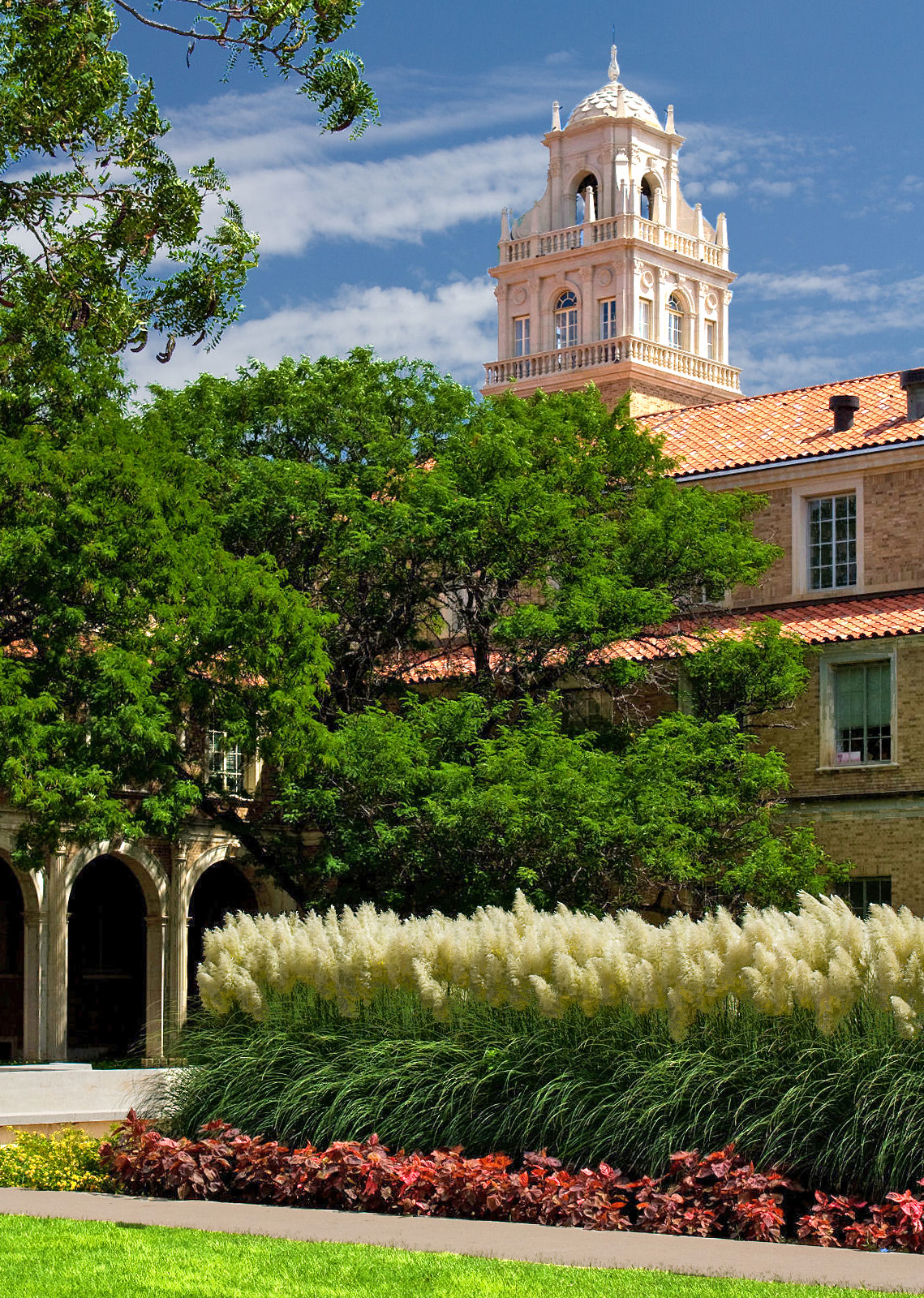
Gebäude der Verwaltung der Universität

- Landwirtschaft und natürliche Ressourcen
- Massenkommunikation
- Pädagogik
- Rechtswissenschaften
- Visuelle und Darstellende Künste
- Wirtschaft (Rawls College of Business)
- Graduate School
- Honors College

## Zahlen zu den Studenten und den Dozenten
Im Herbst 2022 waren 40.378 Studierende an der Texas Tech eingeschrieben. Davon strebten 32.579 (80,7 %) ihren ersten Studienabschluss an, sie waren also undergraduates. Von diesen waren 49 % weiblich und 54 % männlich; 3 % bezeichneten sich als asiatisch, 6 % als schwarz/afroamerikanisch, 29 % als Hispanic/Latino und 68 % als weiß. 7.799 (19,3 %) arbeiteten auf einen weiteren Abschluss hin, sie waren graduates. Es lehrten 2.170 Dozenten an der Universität, davon 1.502 in Vollzeit und 668 in Teilzeit. 2006 waren es 28.001 Studierende gewesen, 2012 32.327.

## Sport

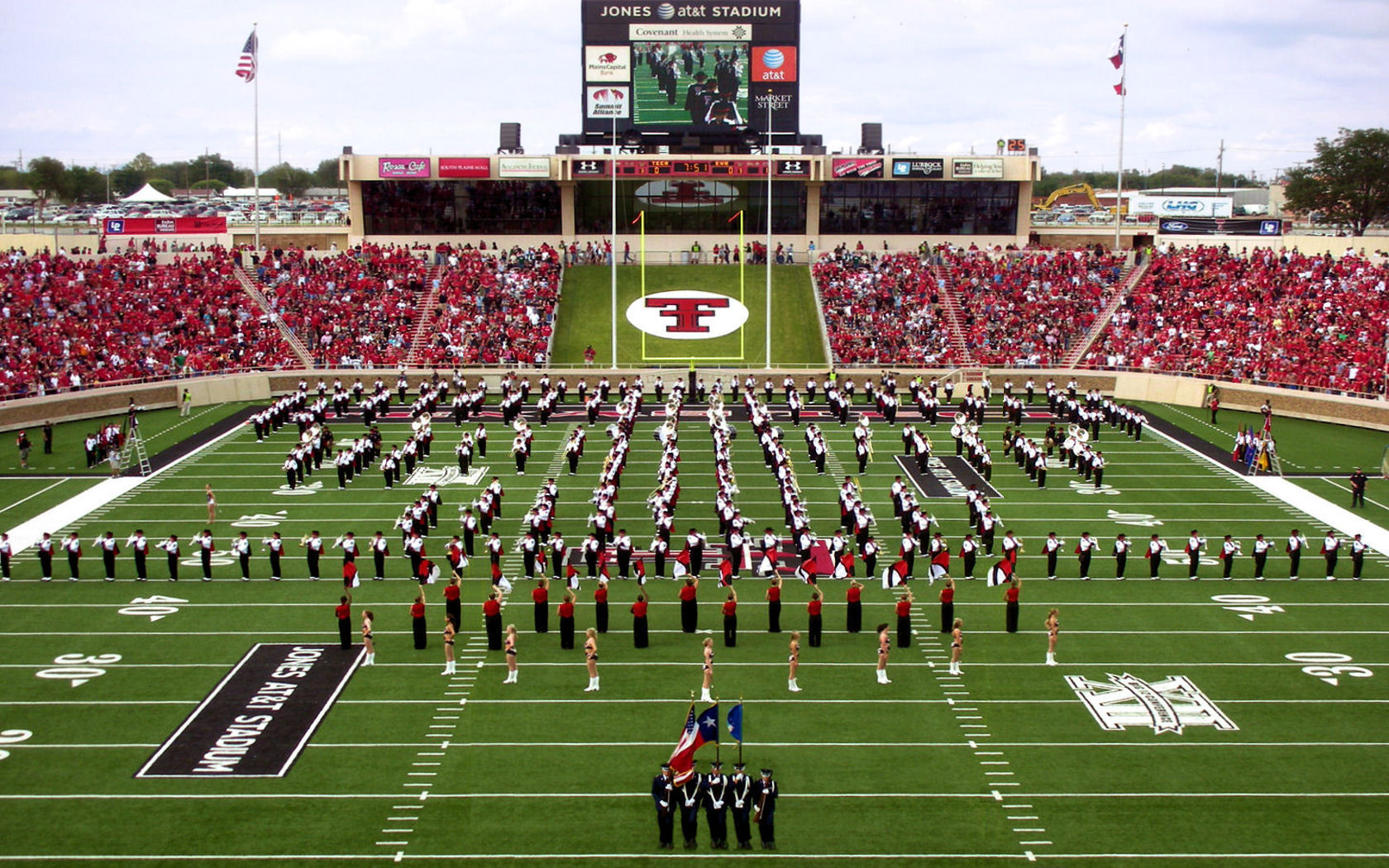
Jones AT&T Stadium

Die Sportteams der Texas Tech sind die Red Raiders. Die Hochschule ist Mitglied in der Big 12 Conference. Seit 2007 existiert das von Susan Polgar geleitete Susan Polgar Institute for Chess Excellence (SPICE), das Schachveranstaltungen organisiert und Stipendien vergibt.

## Persönlichkeiten
Professoren
- Loretta Bradley (* 1941) – Psychologin
- Tina Fuentes (Christina Guerrero Fuentes; * 1949) – Malerin

Sport
- Kliff Kingsbury (* 1979) – American-Football-Trainer
- Bob Knight (1940–2023) – Basketballtrainer
- Patrick Mahomes (* 1995) – American-Football-Spieler
- Louis Vasquez (* 1987) – American-Football-Spieler

Absolventen
- Danny Amendola (* 1985) – American-Football-Spieler
- G.W. Bailey (* 1944) – Schauspieler
- Barry Corbin (* 1940) – Schauspieler
- Jarrett Culver (* 1999) – Basketballspieler
- John Denver (1943–1997) – Sänger
- George Eads (* 1967) – Schauspieler
- Andy Fickman – Regisseur und Produzent
- John Hinckley, Jr. (* 1955) – verübte ein Attentat auf Präsident Ronald Reagan
- Rick Husband (1957–2003) – Astronaut
- Charlotte Kämpf (* 1954) – Biologin und Umweltwissenschaftlerin
- Anthony Lynn (* 1968) – American-Football-Spieler und -Trainer
- Patrick Mahomes (* 1995) – American-Football-Spieler (MVP Super Bowl LIV), Super-Bowl-Sieger
- Baker Mayfield (* 1995) – American-Football-Spieler (ohne Abschluss; wechselte zur University of Oklahoma)
- Ronald Ross (* 1983) – Basketballspieler
- Jason Sasser (* 1974) – Basketballspieler
- Sheryl Swoopes (* 1971) – Basketballspielerin
- Zach Thomas (* 1973) – American-Football-Spieler
- Wes Welker (* 1981) – American-Football-Spieler